# Gerson (ur. 1997)
Gerson Santos da Silva (ur. 20 maja 1997 w Rio de Janeiro) – brazylijski piłkarz występujący na pozycji środkowego pomocnika we klubie CR Flamengo oraz w reprezentacji Brazylii. Wychowanek Fluminense, w trakcie swojej kariery grał także w takich zespołach jak Roma, Fiorentina oraz Olympique Marsylia.